# 二苯铬
二苯合铬是一种有机金属化合物，化学式 (C6H6)2Cr。在空气中易氧化，不溶于水，微溶于乙醚、石油醚和苯。

## 历史
二苯合铬是在1955年由恩斯特·奥托·菲舍尔和Walter Hafner首次成。他们的方法之后被称为“Fischer-Hafner法”。恩斯特·奥托·菲舍尔在1973和杰弗里·威尔金森一起活动了诺贝尔化学奖，来表彰他在夹心化合物化学方面的工作（阐明二茂铁的结构和二苯铬的合成）。二苯铬的样品是Deutsches Museum Bonn存货的一部分。

## 制备

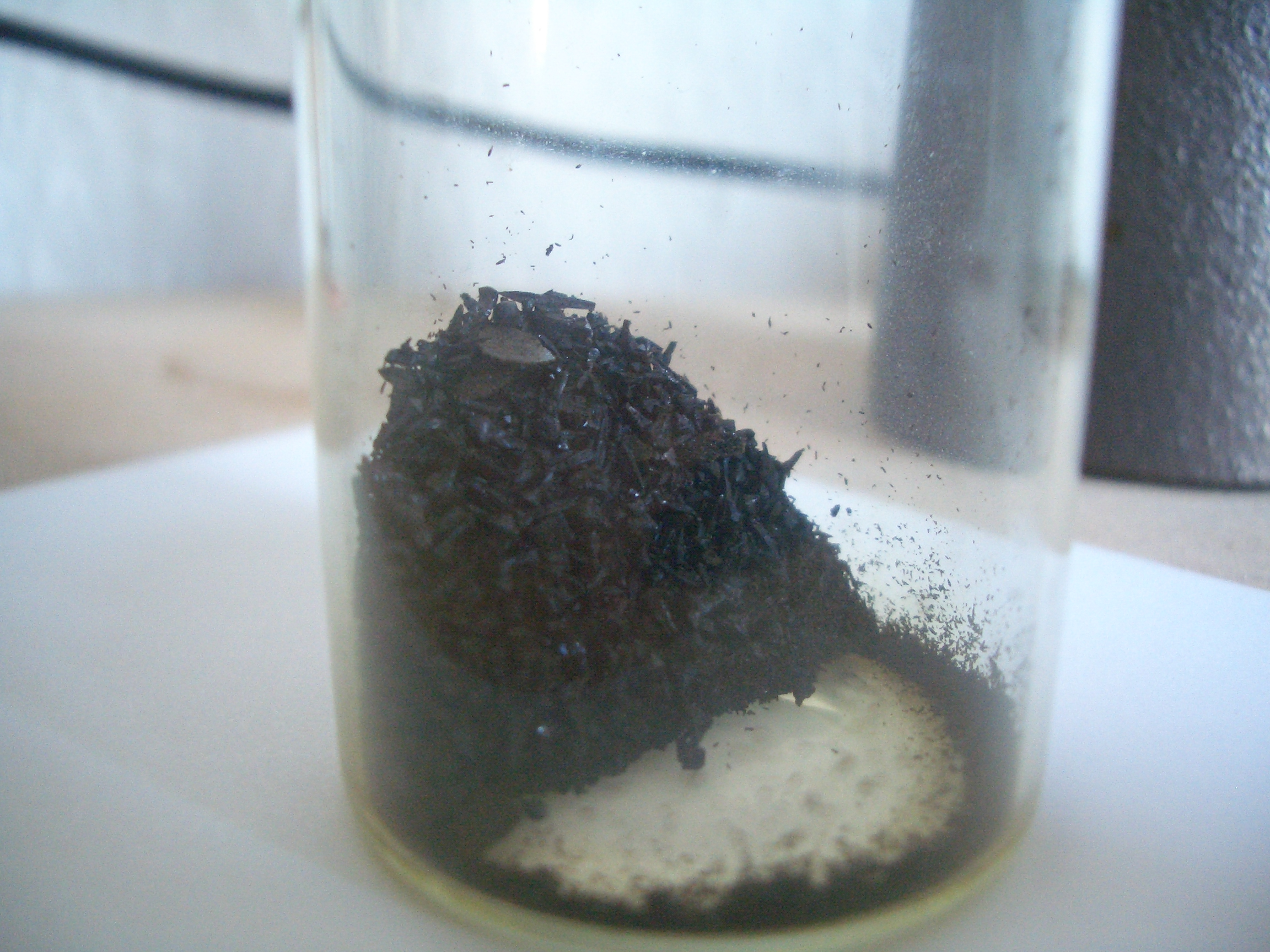
惰性气体下的升华二苯铬晶体

二苯铬需要在无氧条件下制备（舒伦克线）。它的首次合成是Fischer-Hafner法，也就是将三氯化铬、铝和苯在三氯化铝存在下反应而成。这会形成对空气稳定的阳离子。之后，它被连二亚硫酸钠还原，生成二苯铬。
{\displaystyle {\ce {CrCl3 + {\frac {2}{3}}Al + AlCl3 + 2C6H6 -> [Cr(C6H6)2]AlCl4 + {\frac {2}{3}}AlCl3}}}
{\displaystyle {\ce {[Cr(C6H6)2]AlCl4 + {\frac {1}{2}}Na2S2O4 -> [Cr(C6H6)2] + NaAlCl4 + SO2 ^}}}

## 性质

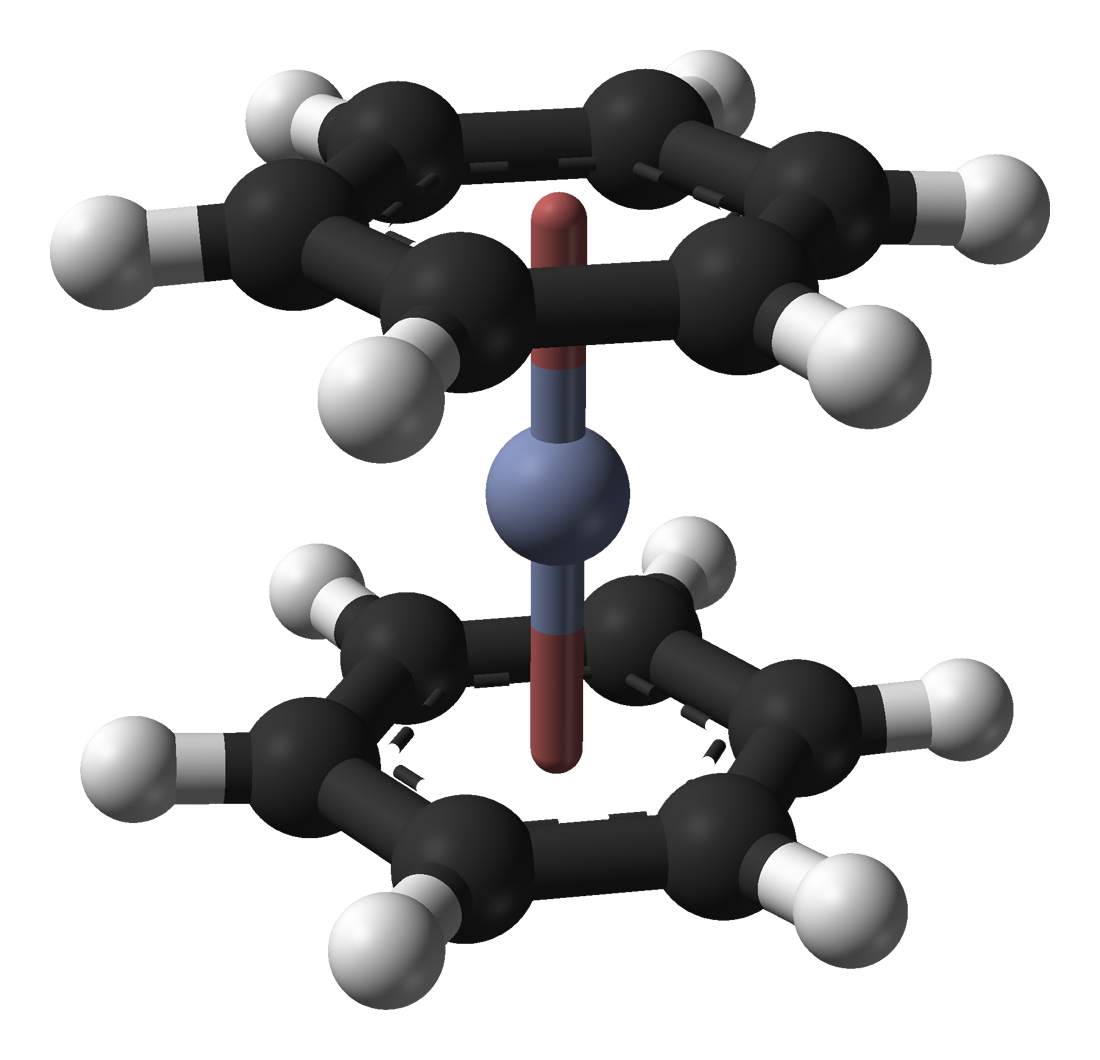
X射线衍射数据描述的固体二苯铬结构

### 物理性质
二苯铬有18个价电子，没有不成对电子，所以也没有磁矩。不过它的阳离子（17个价电子）有不成对电子，磁矩为 1.77 玻尔磁子。

## 化学性质
二苯铬可被羰基化成半夹心化合物三羰基苯铬。

## 用处
二苯铬在有机合成中用作脱氢催化剂。

## 扩展阅读
- Historische Würdigung: Wolfgang A. Herrmann: Dibenzechromium: Chemistry only for Chemists?, Z. Anorg. Allg. Chem., 2012, S. 1245–1247; doi:10.1002/zaac.201210011.